# Vidal Galicia Jaramillo
Vidal Galicia Jaramillo és un polític espanyol del Partit Popular, alcalde d'Arévalo i procurador a les Corts de Castella i Lleó.
Va néixer el 23 de maig de 1965. Licenciat en dret, Galicia, que va entrar com a regidor a l'Ajuntament d'Arévalo el 1999, es va convertir en alcalde del municipi el 2003, a més de diputat provincial de la corporació 2003-2007. Nombre 5 a la llista del Partit Popular (PP) a la província d'Àvila per a les eleccions a les Corts de Castella i Lleó de 2007, va resultar elegit diputat la sisena legislatura del parlament regional. Va ser reelegit diputat a les eleccions autonòmiques de 2011 i 2015.